# Rolf Blomberg
Rolf David Blomberg, född 11 november 1912 i Stocksund i Stockholms län, död 8 december 1996 i Ecuador, var en svensk författare och upptäcktsresande i Sydamerika och Indonesien. 

## Liv och verk
Rolf Blomberg var son till arkitekten David Blomberg och Jenny, ogift Hjelm. Efter studier vid Östermalms läroverk i Stockholm gjorde han praktik på Naturhistoriska riksmuseet. Han företog resor till Galápagosöarna 1934, Amazonfloden 1935, Ecuador (huvudjägarna) 1936, Borneo 1938 och Finland 1940. Samma år reste han till Java, där han blev kvarhållen av japanerna till 1945. Han reste till Australien och till Ecuador 1947–1952. Vidare gjorde han en filmexpedition till Jumbia 1953–1954.
Han blev främst känd för sina forskningsresor till Sydamerika och Indonesien som han dokumenterade med filmkamera och Hasselbladskamera. Hans forskningsresor präglades av patos och engagemang och hans rapporter om brott mot mänskliga rättigheter hos minoritetsfolk bidrog till att skapa organisationer som Cultural Survival. Han varnade tidigt för människans rovdrift på urskogar. För Sveriges Television skapade han 33 dokumentärfilmer. En del av hans produktion har klassats av Unesco som värdefull. Blomberg bodde långa tider på Stockby gård i Stocksund utanför Stockholm.
Rolf Blomberg gifte sig 1940 med Karin Eleonora Abdon (född 1912), dotter till Ida och John Abdon, 1948 med författaren Emma Robinson (1912–1952) och efter hennes död med konstnären Araceli Gilbert (1913–1993).